# Jetsunma Ahkon Lhamo
Pour les articles homonymes, voir Lhamo.
Jetsunma Ahkon Lhamo  est la première occidentale à avoir été reconnue comme réincarnation (tulkou). Alyce Louise Zeoli est née le 12 octobre 1949 d'une mère juive d'origine autrichienne et néerlandaise et d'un père italien.
Penor Rinpoché la reconnut comme la réincarnation de Genyenma Ahkön Lhamo, Mandarava, épouse spirituelle du Guru Rimpoché.
Jestsunma Ahkon Lhamo est une tulkou de la lignée Palyul de la tradition Nyingma du bouddhisme tibétain.
Depuis le milieu des années 1980, elle est directrice spirituelle de Kunzang Odsal Palyul Changchub Choling, un centre bouddhiste situé à Poolesville dans le Maryland. Elle a également fondé un centre à Sedona en Arizona aux États-Unis, et compte de petites communautés d'étudiants en Californie et en Australie. Ahkon Lhamo a été décrite par ses maîtres, les lamas tibétains Penor Rinpoché et Gyaltrul Rinpoché, ainsi que par d'autres comme comme une dakini ou un être de sagesse féminin.

## Biographie

### Jeunesse
À partir de ses dix-neuf ans (1968), Alyce Zéoli fit des rêves qui l'instruisaient dans une pratique bouddhiste. Elle mit en pratique ce que les rêves lui indiquaient. Elle en obtint des réalisations après 10 années de pratiques.
Au début des années 1980, Zeoli déménage à Kensington, dans le Maryland. Avec son mari, ils forment une organisation non sectaire "Center for Discovery and New Life". Elle y donne des enseignements, en particulier un cycle d'enseignements de trois ans appelé Santu Series,,,. Son groupe s'agrandit rapidement. Les étudiants pratiquent les mêmes techniques de méditation que Zeoli, celles qu'elle avait reçues en rêves,.

### Rencontre avec son lama racine
En 1984, les étudiants de Zeoli rencontrent un Tibétain nommé Kunzang, le principal accompagnateur laïc de Penor Rinpoché. Afin de financer l'activité locale de son maitre il vend des tapis. Les étudiants décident de parrainer soixante-dix moines de Namdroling un monastère de Pénor Rimpoché. Quelques mois plus tard, lors de sa première visite aux États-Unis, Penor Rinpoché se rend dans son centre local et séjourne chez Alyce Zéoli et son époux. Au cours de cette semaine, il interrogea les étudiants d'Ahkon Lhamo, ainsi qu'Ahkon Lhamo elle-même, sur ce qui était enseigné et ce qu'ils pratiquaient. Pénor Rimpoché identifia la pratique comme celle de Tchod. Il annonça que Zeoli avait enseigné le bouddhisme mahayana sans aucune instruction formelle et attribua cette rare occurrence à la pratique parfaitement accomplie lors de vies antérieures,.
Penor Rinpoché donna ensuite aux étudiants d'Ahkon Lhamo les vœux traditionnels de refuge et de bodhisattva, ce qui constituent l'entrée formelle dans le bouddhisme hinayana et mahayana,.
Par la suite, Zeoli continua à recevoir des enseignements par le biais des rêves. Du fait des révélations de Pénor Rimpoche, ceux-ci avaient dès lors une connotation bouddhiste,.
Lorsqu'elle et ses étudiants commencèrent la pratique préliminaire traditionnelle bouddhiste, ngöndro, le centre accueillit Khenpo Palden Sherab et Khenpo Tsewang Dongyal, Gyaltrul Rinpoché et Chagdud Tulku.
En  1986, troublée par une mauvaise santé, elle se rendit à Ashland, dans l'Oregon, afin de rendre visite à Gyatrul Rinpoché. Gyatrul Rimpoché fut un des autres hôtes de Penor Rinpoché lors de sa tournée américaine. Elle établit un lien fort et immédiat avec Gyatrul Rinpoché, lui-même incarnation du fondateur du monastère de Palyul, Rigdzin Kunzang Sherab (1636-1699). Gyatrul Rinpoché se fit l'écho du sentiment profond que les pratiques et les enseignements que Zeoli donnait étaient bouddhistes et issus de vies passées de pratiques fructueuses. Il l'encouragea à rendre visite à Penor Rinpoché en Inde pour approfondir la question.

### Transmissions
À l'âge de 37 ans, Ahkon Lhamo a commencé la séquence de pratiques bouddhistes que la plupart des tulkus commencent très jeunes. Elle reçoit le Nam Cho Ngöndro de Gyaltrul Rinpoché en 1986, et accumulent les prosternations aux côtés de ses élèves. Un an plus tard, elle reçoit les Trois Racines de Penor Rinpoché au monastère de Namdroling en Inde.
Elle a reçu le Rinchen Terzod de Penor Rinpoché, Nam Cho Tsa Lung de Gyaltrul Rinpoché, Nyingthik Yabshi et Ratna Lingpa de Yangthang Rinpoché, le Gurkukma Vajrakilaya de Jigmed Phuntsok et d'autres terma, le Yeshe Lama d'Orgyen Kusum Lingpa, et le cycle d'habilitations Nam Cho de Penor Rinpoché, qui ont été accueillis à Kunzang Palyul Choling de 1988 à 1996. Elle a voyagé pour recevoir la transmission Kama à Tashi Choling à Ashland, Oregon, en 1988, et le Nam Cho une seconde fois à Karma Kuchen à McDonough, New York, en 2018.
Le 24 septembre 1988, en présence de Penor Rinpoche, de Gyatrul Rinpoche, de Chojji Rinpoche et de Lama Jampa Rinpoche, Jestsunma Ahkon Lhamo fut intronisée comme trulku. Elle déclara ultérieurement qu'elle avait accepté cette reconnaissance car elle avait la conviction que cela serait utile.

### Temple bouddhiste
En 1985, son centre a formé une société et a acheté un manoir de style antebellum à Poolesville, dans le Maryland. Elle y établit son temple, que Penor Rinpoché a nommé Kunzang Palyul Choling. Ils achetèrent également de nombreux cristaux pesant des centaines de livres et organisèrent une retraite de trois jours pour instaurer la veillée de prière de 24 heures dans ce nouveau lieu.

### Veillée de prière de 24 heures
La veillée de prière de 24 heures est au cœur de ses enseignements et de l'activité du temple. Les participants se relaient  toutes les deux heures pour prier,. Cette activité est consacrée à la fin de la souffrance,. Ahkon Lhamo avait lancé la Veillée de prière de 24 heures pour la paix mondiale dans sa maison de Kensington, dans le Maryland, le 18 avril 1985. Ce fut une des pratiques reçues en rêve qu'elle enseignait. Elle continua cette pratique après avoir reçu les enseignements bouddhistes traditionnelles de la tradition Nyingma.
En plus d'être des prières pour la paix dans le monde, elles sont aussi dédiées à la demande des membres et des personnes non associées au CPK pour les êtres chers, les animaux de compagnie, les personnes récemment décédées ou les personnes frappées par des maladies, les catastrophes naturelles. Parfois, Ahkon Lhamo demande que la veillée soit dédiée à des situations spécifiques. Par exemple, les membres ont consacré huit mois de prières à Asia Claus, une fillette de trois ans de membres du temple, qui souffrait d'un deuxième cancer. L'effort s'est achevé lorsque les médecins n'ont plus trouvé aucune trace du cancer. ce qui a suscité l'attention des médias,. La veillée du Marylan, elle, se poursuit sans interruption jusqu'à aujourd'hui.

### Stupas
En 1988, elle fait construire un stupa de 36 pieds qui fut consacré par Penor Rinpoché lors du Rinchen Terzod. Puis huit petits stupas représentant les huit activités du Bouddha, entourant un stupa de 18 pieds, furent construits en 1991 et consacrés par Khenchen Tsewang Gyatso. Penor Rinpoché a donné à Ahkon Lhamo une relique de Tulku Migyur Dorje pour qu'elle soit conservée dans le stupa Migyur Dorje construit et consacré en 1996.

### Communauté monastique
Ahkon Lhamo a prononcé des vœux laïcs, et créa une communauté monastique pour ceux qui souhaitaient recevoir l'ordination complète. En septembre 1988, vers la fin de la cérémonie de remise du Rinchen Terdzod par Penor Rinpoché, 25 étudiants d'Ahkon Lhamo reçurent la cérémonie traditionnelle d'ordination et devinrent moines et nonnes.

### Reconnaissances bouddhistes
Le troisième Drubwang Padma Norbu ("Penor") Rinpoché, 11e détenteur du trône du monastère de Palyul, ancien chef suprême de la tradition Nyingma, a officiellement reconnu Ahkon Lhamo en 1987 comme le tulku de Genyenma Ahkon Lhamo lors de sa visite au monastère de Namdroling à Bylakuppe, Karnataka, Inde. Avant de faire l'annonce officielle, Penor Rinpoché prit soin de demander confirmation de sa reconnaissance à Dilgo Khyentsé Rinpoché (1910-91) et au plus ancien tulku de Palyul, le second Dzongnang Jampal Lodro Rinpoché (décédé le 8/87)..
Le Bouddha de Brooklyn dit avec humour que ce sont les étudiants qui déterminent le titre qu'ils utiliseront pour leur propre professeur. L' ex-mari de Zeoli, Michael Burroughs, a choisi le titre de "Jetsunma" pour elle. Ce titre est rarement donné, même aux enseignantes bouddhistes tibétaines les plus vénérées.

### Lignée
Genyenma Ahkon Lhamo:
La première Genyenma Ahkon Lhamo était une méditante reconnue comme une dakini de sagesse. Elle fut était une des principales disciples de Namchö Mingyur Dorje (1645-67) et la sœur de Rigdzin Kunzang Sherab, l'héritier du dharma de Migyur Dorje premier détenteur du trône du monastère de Palyul (fondé en 1665). Elle a joué un rôle déterminant dans la fondation de Palyul, aujourd'hui l'un des six monastères principaux ou "mères" de Nyingma. Lors de la crémation de son corps, son kapala (moitié supérieure du crâne) aurait volé sur trois kilomètres et se serait posé au pied du trône d'enseignement de son frère. Le kapala, miraculeusement gravé de la syllabe sacrée AH, est devenu une relique importante conservée au monastère de Palyul au Tibet.
Penor Rinpoché a donné la relique à Ahkon Lhamo en 1988. Il a raconté qu'en tant que jeune tulku au Tibet (il a été reconnu et amené au monastère de Palyul en 1936, à l'âge de quatre ans), inspiré par la vue de la relique du crâne, il a fait des prières pour trouver l'incarnation d'Ahkon Lhamo. Bien que la plupart des reliques du kapala aient été réduites en poussière pendant la Révolution culturelle, un Tibétain a réussi à sauver un morceau de la taille d'un dollar en argent sur lequel apparaît la syllabe "AH". Penor Rinpoché le lui a acheté lors d'un voyage de retour au Tibet en 1987. Il l'a conservée dans un bol de cristal en forme de lotus et l'a offerte à Ahkon Lhamo juste avant sa cérémonie d'intronisation au Kunzang Palyul Choling (KPC) en 1988. La relique reste au KPC et est exposée lors des jours propices

### Emanation de Mandarava
En 1994, Terton Orgyen Kusum Lingpa indique dans une prière de longue vie qu'il a composée qu'Ahkon Lhamo est une émanation de Lhacham Mandarava, la princesse indienne de Zahor, l'une des consorts de Padmasambhava, un maître tantrique qui a contribué à établir l'enseignement du Bouddha au Tibet. Inspirés par ces événements, plusieurs étudiants d'Ahkon Lhamo ont cherché et trouvé à la Bibliothèque du Congrès des États-Unis une copie de la biographie spirituelle de Mandarava, révélée sous forme de terma au XVIIe siècle par Samten Lingpa. Ils ont ensuite parrainé une traduction anglaise du texte, publiée en 1998 sous le titre The Lives and Liberation of Princess Mandarava (La vie et la libération de la princesse Mandarava).

### Déploiement de l'activité
Arizona, Australie et Mongolie:
À la fin des années 1990, Ahkon Lhamo s'installe en Arizona avec un certain nombre d'étudiants pour fonder un deuxième centre, où elle réside pendant la décennie suivante. Elle y construit un stupa d'Amitabha de 36 pieds dans un parc de la paix. C'est aujourd'hui une attraction locale à Sedona, en Arizona. (En 1999, Kunzang Palyul Choling (KPC) a entamé une deuxième veillée de prière de 24 heures sur 24 qui s'est poursuivie jusqu'au 31 août 2008. Pendant cette période, Ahkon Lhamo a accueilli plusieurs enseignants et a dispensé les enseignements de Chime Sogtik sur la longue vie. Des étudiants de toute l'Australie ont accueilli des enseignants de Palyul et ont régulièrement visité ses centres aux États-Unis.
Née d'une amitié personnelle avec l'ambassadeur de Mongolie de l'époque, Choinkhor, et son épouse, en 2004, Ahkon Lhamo a demandé à ses étudiants de créer le Mongolian Buddhism Revival Project (MBRP) afin de contribuer à la renaissance post-communiste de la culture bouddhiste de la Mongolie, en particulier de la lignée Nyingma. Une équipe permanente a été envoyée dans la capitale de la Mongolie, Ulaanbaatar, au début de l'année 2005.

### Enseignements bouddhistes classiques
De 1996 à 2001, Ahkon Lhamo a accueilli l'Institut Migyur Dorje des hautes études bouddhistes (MDI). Dans le cadre de ce programme, enseigné par Khenchen Tsewang Gyatso, les étudiants recevaient des commentaires complets sur les textes bouddhistes classiques de Shantideva, Chandrakirti, Asanga, Ngari Panchen et Mipham Rinpoché. Ce programme était complété par des retraites annuelles de 30 jours enseignant la séquence traditionnelle Nyingmapa du tantra intérieur : Ngondro, Tsa Lung, Trekchod et Togyal. Lorsque Penor Rinpoché dévellopa un programme similaire au Palyul Retreat Center à McDonough, NY, le programme MDI a été interrompu.

### Musique
Ahkon Lhamo a commencé à composer de la musique dans les années 1990 avec un CD "Invocation", une prière à Guru Rinpoche, fondateur du bouddhisme au Tibet. À Sedona, elle a expérimenté et combiné des mantras, des instruments tibétains et des styles musicaux populaires sur les albums Revolution of Compassion, Delog et Trilogy, le but étant une forme de sensibilisation passive à la compassion. Elle a chanté avec Tex Gabriel, ancien bassiste de John Lennon, sur son album Ellinwood Ranch Blues.

### Sauvetage d'animaux
Lorsque l'ouragan Katrina a bloqué des milliers d'animaux à la Nouvelle-Orléans en 2005, elle a adopté elle-même un grand nombre de chiens et a fondé Tara's Babies, une organisation de sauvetage d'animaux. Le groupe cible étant les chiens voués à l'euthanasie. Tara's Babies a continué à sauver des chiens de refuges, se spécialisant dans les chiens craintifs et autres chiens rejetés par les autres refuges. Peu après, elle a fondé la Garuda Aviary, qui recueille et sauve des perroquets maltraités et négligés. Garuda Aviary éduque aussi le public sur les spécificités et les besoins des oiseaux exotiques.

### Aujourd'hui
Rénovations dans le Maryland
Ahkon Lhamo est allée s'occuper du temple vieillissant du Maryland. La structure était vieille de plusieurs décennies et, en 2013, des réparations et des rénovations étaient nécessaires pour être conforme au code d'occupation et d'utilisation des bâtiments du comté de Montgomery. Séparée du bâtiment principal, la salle du sanctuaire est restée ouverte, a abrité tous les enseignements, les activités, ainsi que la veillée de prière 24 heures sur 24. L'organisation a recueilli un million de dollars pour la construction du nouveau temple à compter du 18 février 2019. La veillée du Maryland se poursuit sans interruption jusqu'à aujourd'hui.
Elle continue de construire de nouveaux supports pour la pratique. En 2020, elle a construit un étang de lotus entourant une réplique de la statue de la Liberté et, plus récemment, elle a consulté des artisans au Népal pour créer une statue et un trône de Guru Rinpoché (Nangsi Zilnon) de 13 pieds en plein air, en disant : « Guru Rinpoché est l'apparition dans le monde de toutes les vertus concevables, sans aucune exception ». La statue a été consacrée en juin 2022.

### Œuvres caritatives
Avec la pandémie, afin de faire face à l'insécurité alimentaire croissante, Ahkon Lhamo s'est tournée vers la production effective de nourriture pour les organisations caritatives locales. Elle a commencé à élever 90 poulets et a donné des œufs . Avec une subvention du comté de Montgomery, elle a lancé un jardin de démonstration afin de produire de la nourriture. Ce programme se poursuit dans le cadre de l'initiative Maxine and James Cable Memorial Food Garden. Il produit chaque année des centaines de kilos de légumes frais qui sont livrés aux banques alimentaires et aux refuges de la région. En outre, le jardin fournit des plants à d'autres refuges et églises de la région afin qu'ils puissent créer leurs propres jardins. Ce programme organise des journées de formation au jardinage pour que les gens puissent apprendre à cultiver leur propre nourriture.

### Publications et podcasts
Outre les enseignements qu'il est possible de trouver sur YouTube, enseignements bouddhistes donnés par une femme qui parle l'argot des juifs new-yorkais de Brooklin, ont été publiés :
- Jetsunma Ahkön Norbu Lhamo. Buddhism for Beginners podcast, Ahkön Norbu Lhamo.
- Jetsunma Ahkön Norbu Lhamo. The Practice of Generosity, éditeur inconnu, Ahkön Norbu Lhamo, 1991.
- Jetsunma Ahkön Norbu Lhamo. Stabiliser l'esprit : Une technique de méditation pour développer l'espace dans l'esprit. Palyul Press, 2005  (ISBN 1-4116-6102-8)
- Jetsunma Ahkön Norbu Lhamo. Vœu d'amour : Living an extraordinary life of compassion, Kunzang Odsal Palyul Changchub Choling, 2017  (ISBN 0985524510)
- Jetsunma Ahkön Norbu Lhamo. Trésor illimité de bénédictions : Un recueil de prières, d'enseignements et de poèmes. Kunzang Odsal Palyul Changchub Choling, 2018  (ISBN 0985524553)